# Alchemilla sericata
Alchemilla sericata é uma espécie de rosácea do gênero Alchemilla, pertencente à família Rosaceae.